# 費雷尼亞費省

費雷尼亞費省（西班牙語：Provincia de Ferreñafe），是秘魯的省份，位於該國西北部蘭巴耶克大區，首府是費雷尼亞費，面積1,578平方公里，2005年人口94,731，人口密度每平方公里60人。